# زینا (نیویورک)
زینا (به انگلیسی: Zena) یک منطقهٔ مسکونی در ایالات متحده آمریکا است که در شهرستان اولستر، نیویورک واقع شده‌است. زینا ۷٫۶ کیلومتر مربع مساحت و ۱٬۰۳۱ نفر جمعیت دارد و ۱۱۵ متر بالاتر از سطح دریا واقع شده‌است.